# Сім'яники (субпродукт)

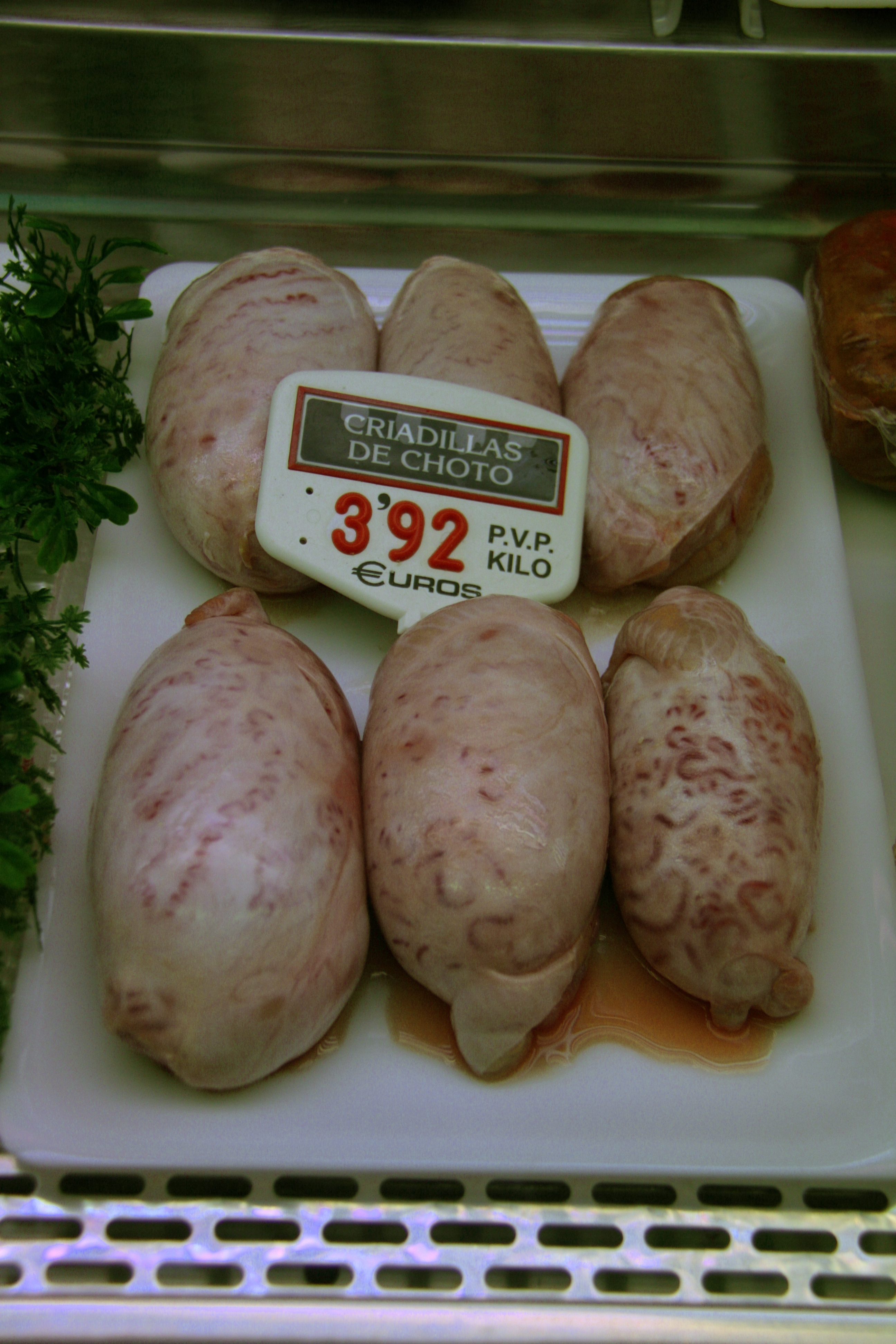
Телячі сім'яники на ринку в Іспанії

Сім'яники (тестикули, яєчка, яйця) свійських тварин — чоловічі статеві залози телят, ягнят, півнів, індиків та інших тварин, що використовують в кулінарії. Входять у повсякденну та святкову кухню багатьох народів.

## Характеристика
Сім'яники є побічним продуктом кастрації молодих тварин, яких вирощують на м'ясо. Тому страви із них традиційно готували в сезон масового вихолощування тварин у господарствах — пізньої весни. Будь-якої пори року у продажу є заморожені насінники тварин.
Сім'яники є джерелом легко засвоюваного білка, містять вітаміни та важливі мікроелементи. Вони мають ніжну структуру і приємний смак, що злегка нагадує смак грибів або нирок, але не мають специфічного запаху.
Сім'яники тварин, що вживають в їжу, здавна вважали афродизіаком. Тестостерон при нагріванні руйнується, тому ці страви не можуть підвищити рівень гормону в організмі їдця. Але у «старовинних рецептах збільшення чоловічої сили» сім'яники наказували вживати сирими. Як джерело тестостерону їх вживали навіть як допінг на Олімпійських іграх у Стародавній Греції.

## Назви
Сім'яники відомі в кулінарії під безліччю евфемізмів, які покликані позбавити їдця від надто прямих асоціацій. В Англії баранячі та півнячі сім'яники здавна називають «камінці» (англ. stones), смажені баранячі тестикули — «смаженьки» (англ. fries). В Америці використовують евфемізм «устриці»: «степовими устрицями» або «устрицями прерій» називають смажені бичачі та бізонські яйця, баранячі яєчка звуть «устриці Скелястих гір». У близькосхідній кухні зустрічається назва «зовнішні бруньки», а у Франції — «білі бруньки» (фр. rognons	blancs).

## Приготування
Сім'яники використовують у кулінарії різними способами. Їх тушкують, смажать, використовують як начинку для пирогів і у фарші для ковбас, смажать у паніровці та клярі, припускають, запікають на грилі, кладуть у супи, подають як гарячу закуску. Перед приготуванням насінники зазвичай ошпарюють, опускають у холодну воду і потім знімають шкіру. Звільнені від шкіри сім'яники нарізають на скибочки вздовж або поперек і готують вибраним способом.
На Кавказі та в Середній Азії бичачі та баранячі сім'яники готують на шампурах, як шашлик.
У США та Канаді «устриці прерій» смажать, тушкують і навіть фарширують. Страва тут настільки популярна, що у багатьох містах проводять тематичні фестивалі  з приготування та поїдання цих «устриць».

## Галерея

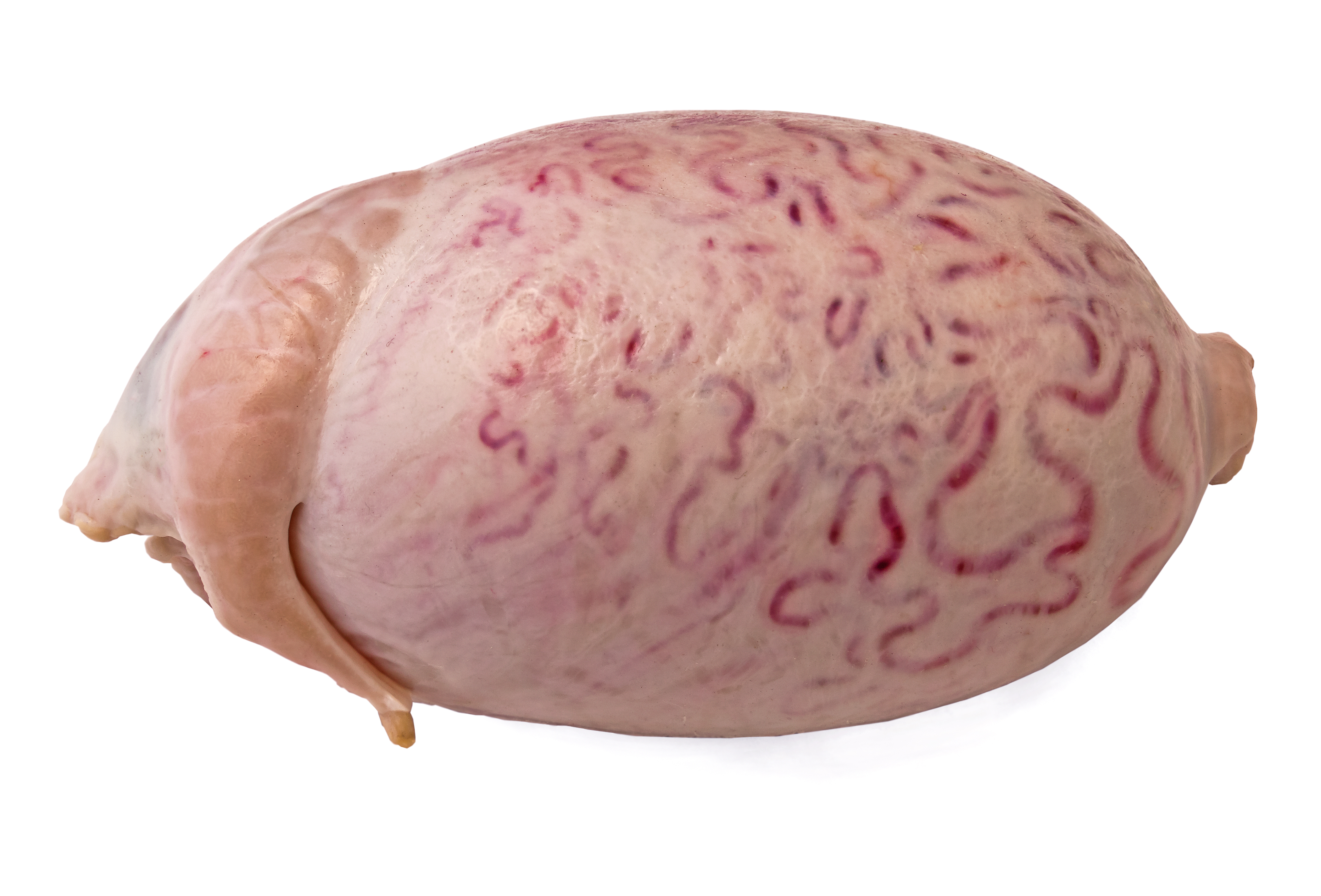
Бичачий сім'яник
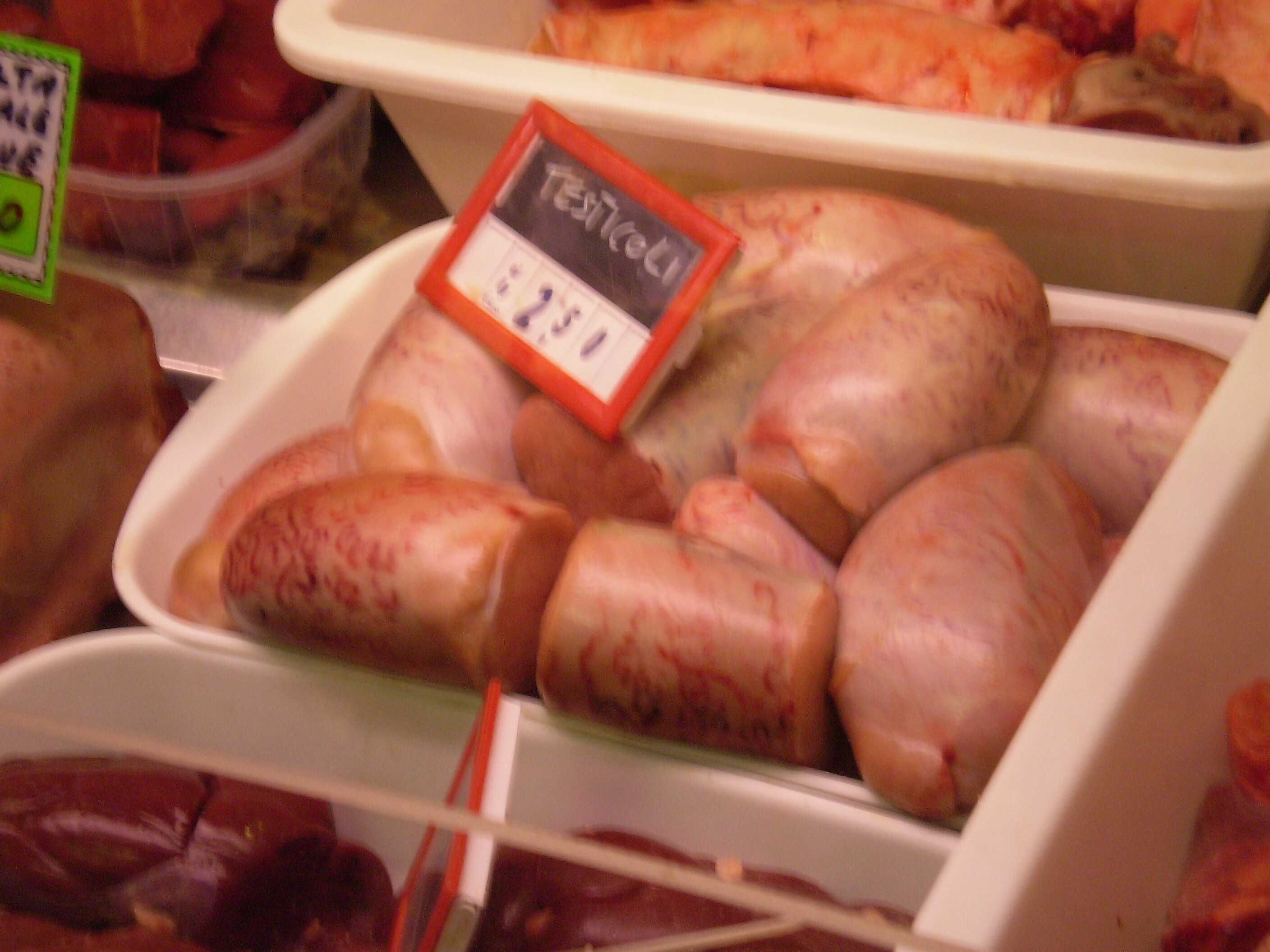
Бичачі сім'яники на ринку в Італії
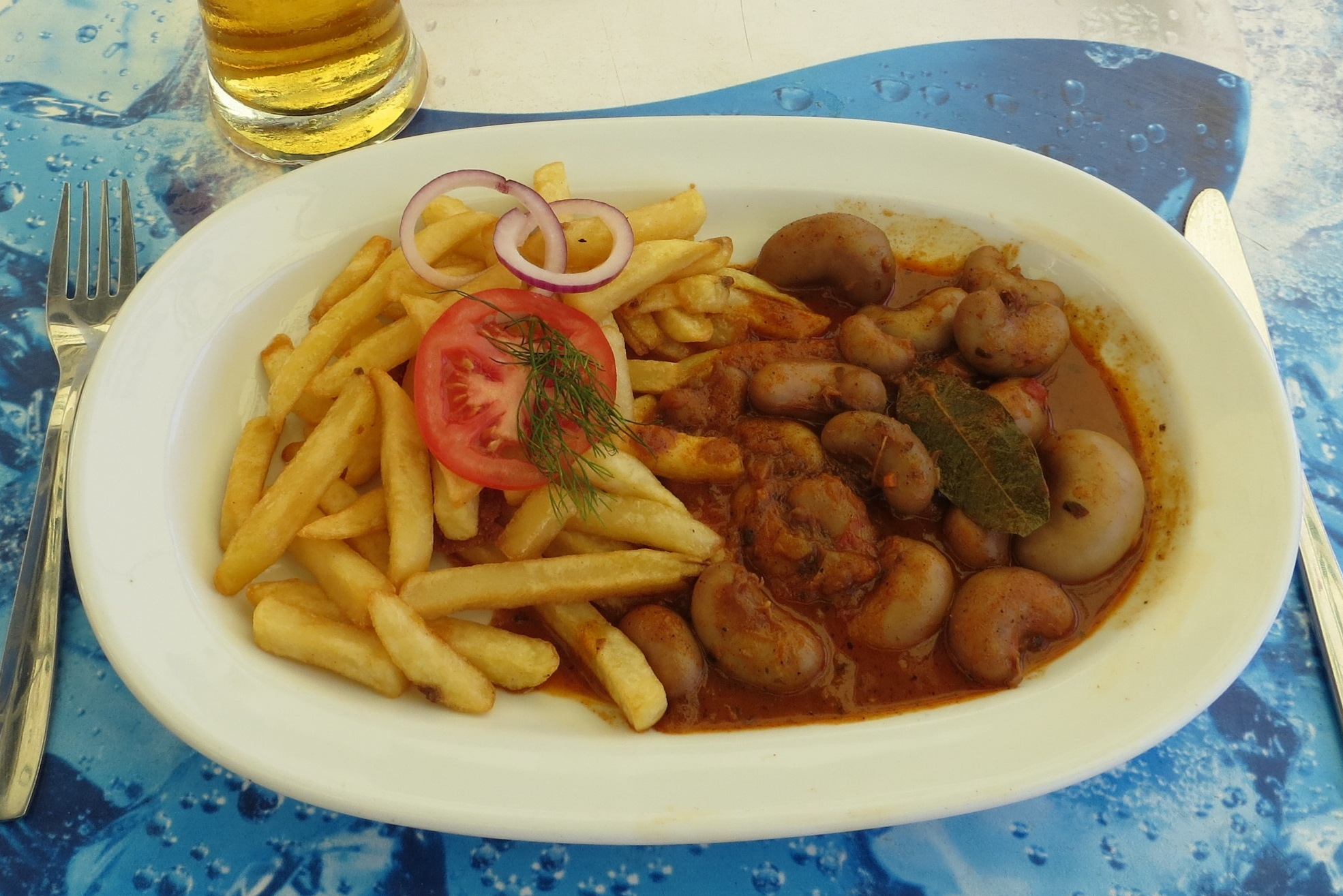
Рагу з півняних сім'яників (kakashere pörkölt) в Угорщині
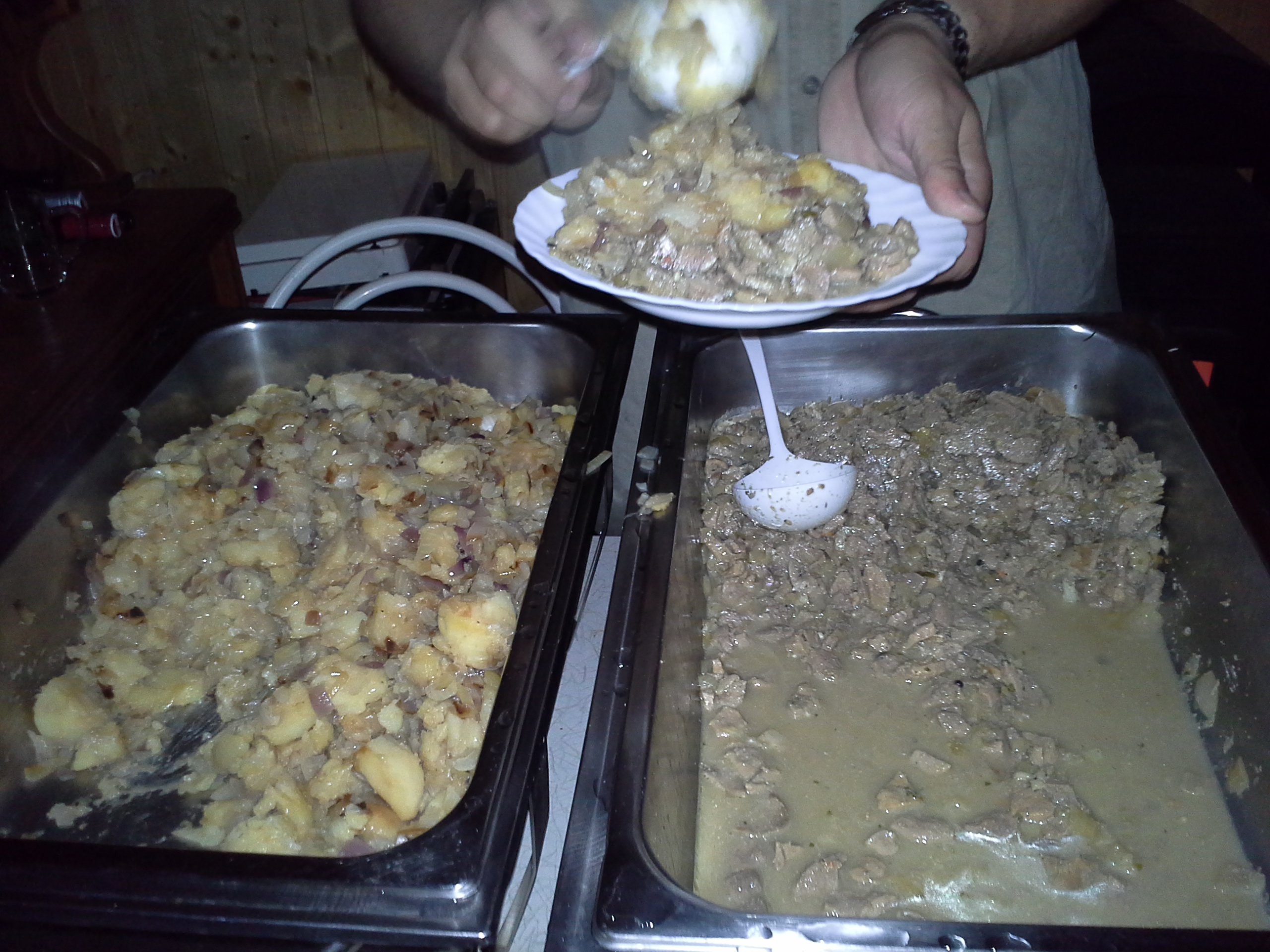
Рагу з бичачих сім'яників (праворуч) в Австрії
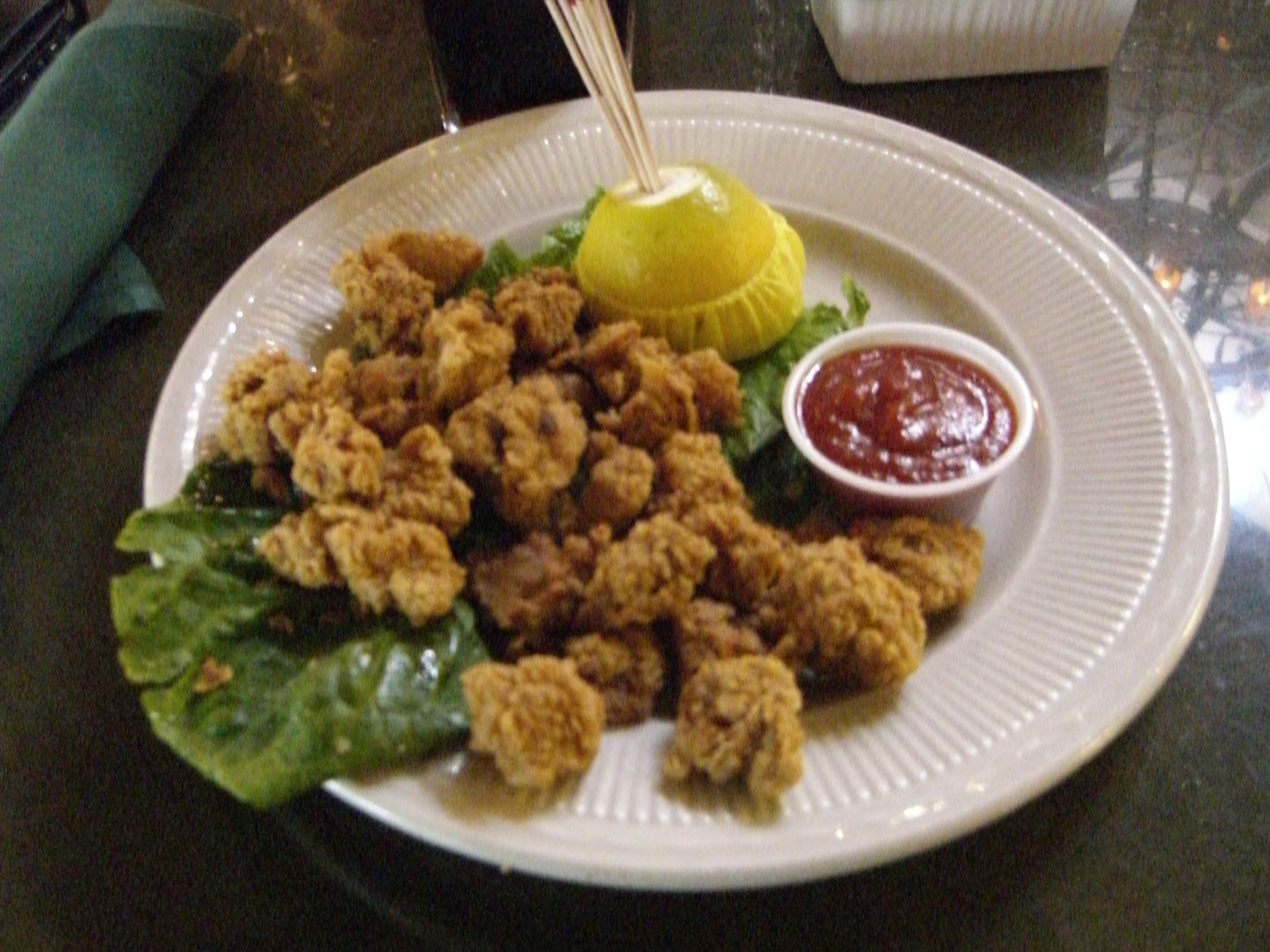
«Устриці Скелястих гір»